# Интеракција
Интеракција је узајамно дејство неких чинилаца (наследних, срединских, персоналних) у обликовању јединке, међудејство организма и физичке и друштвене средине, као и међузависност самих психолошких појава. У социјалном раду, узајамни односи међу појединцима, али и међу члановима групе. У комуникологији, врста акције у којој два или више објеката утичу једни на друге.